# کولشیل، واریک‌شر
latitudeکولشیل، واریک‌شرlongitudeکولشیل، واریک‌شر
کولشیل، واریک‌شر (به انگلیسی: Coleshill, Warwickshire) یک شهرک در بریتانیا است که در انگلستان واقع شده‌است.

## خصوصیات
کولشیل ۶٬۳۴۳ نفر جمعیت دارد.